# Localhost
De term localhost verwijst naar de locatie van het eigen systeem op een computernetwerk. Het is een loopback-interface, in IPv4 krijgt dit meestal het IP-adres 127.0.0.1, in IPv6 ::1. Dit adres kan vervolgens door TCP/IP-applicaties gebruikt worden om met het eigen systeem te communiceren indien dit nodig is.
Dit adres kan aangewend worden voor testdoeleinden zonder dat de machine een "echt" IP-adres moet hebben, of om services, die normaal via het netwerk bereikt worden, te contacteren op de eigen machine.
Tevens dient het adres om gebruikers die op de computer zelf werken te onderscheiden van diegenen die van een netwerk gebruikmaken. Vooral voor wat betreft toegangscontrole is dit onderscheid nuttig.

## Cultuur
Onder geeks heeft het adres een zekere cultstatus verworven, als symbool van de eigen computer. Dit heeft zijn weerslag gevonden in uitspraken als "Home is where 127.0.0.1 is", "There's no place like 127.0.0.1" en "Oost West, 127.0.0.1 best".